# Kalúzhskaya
Kalúzhkaya (en ruso: Калу́жская) es una stanitsa del raión de Séverskaya del krai de Krasnodar, en Rusia. Está situada a orillas del río Sups y de un pequeño afluente, el Ilin, 25 km al este de Séverskaya y 30 km al sur de Krasnodar. Tenía 1 925 habitantes en 2010.
Es centro administrativo de la entidad municipal del asentamiento de tipo rural homónimo al que pertenece asimismo el posiólok Chibi.

## Historia
La localidad fue fundada en 1864 con el nombre de Supskaya. En 1867 cambió su nombre por el actual. Recibió la inmigración de griegos pónticos que emigraron por las persecuciones en el Imperio otomano a finales del siglo XIX y principios del XX.